# 町田市立本町田東小学校
町田市立本町田東小学校(まちだしりつ ほんまちだひがししょうがっこう)は、東京都町田市にあった公立小学校。
2023年4月現在の学級数は8学級、全校児童205人である。

## 沿革
- 1970年（昭和45年）
  - 4月 - 開校
  - 5月 - 簡易給食開始
  - 7月 - 第一次鉄筋校舎完成
  - 9月 - 藤の台団地入居開始に伴い、337人の児童が転入
  - 10月 - センター方式による完全給食開始
- 1971年（昭和46年）
  - 4月 - 第二次鉄筋校舎完成
  - 8月 - プール完成
- 1972年（昭和47年）
  - 3月 - 校歌・校章制定
- 1973年（昭和48年）
  - 4月 - 町田市立藤の台小学校開校により、児童200人が転出
  - 10月 - 4階建て鉄筋校舎完成
- 1974年（昭和49年）
  - 6月 - 体育館完成
- 1977年（昭和52年）
  - 4月 - 町田市立金井小学校開校により、児童200人が転出
- 1980年（昭和55年）
  - 6月 - 創立10周年記念式典
  - 11月 - 10周年記念学芸会
- 1987年（昭和62年）
  - 9月 - 校庭整地完了
- 1988年（昭和63年）
  - 4月 - 弱視通級指導学級開設
- 1990年（平成2年）
  - 11月 - 創立20周年記念式典
- 1991年（平成3年）
  - 1月 - 自校方式による給食開始
- 1993年（平成5年）
  - 4月 - 大規模改修工事
- 1995年（平成7年）- 体育館改修工事
- 1997年（平成9年）
  - 7月 - 西校舎トイレ・給食調理室・配膳室・図書室改修工事
- 1999年（平成11年）
  - 11月 - 創立30周年記念式典
- 2002年（平成14年）
  - 4月 - ALT（外国語指導員）による指導開始
- 2005年（平成17年）
  - 4月 - 言語・難聴通級指導学級開設
- 2008年（平成20年）
  - 2月 - 耐震・防音工事完了、全教室にエアコン設置
- 2010年（平成22年）
  - 4月 - 創立40周年記念式典
- 2013年（平成25年）
  - 東日本大震災を機に避難施設開設訓練が開始
- 2016年（平成28年）
  - ICTモデルカリキュラム実証校として研究発表
  - トイレ改修工事完了
- 2017年（平成29年）
  - オリンピアン十種競技選手との交流会
  - 藤の台団地マラソン大会開始
- 2018年（平成30年）
  - Pepper社会貢献プログラム全国大会において本校プログラミングクラブが銅賞受賞[2]
- 2019年（令和元年）
  - 7月 - 車いす短距離選手やパラバドミントン選手との交流会
- 2020年（令和2年）
  - 3月 - 新型コロナウイルス感染症により6月まで臨時休校
  - 11月 - 創立50周年記念式典
- 2025年（令和7年）3月31日 - 町田市立本町田小学校と統合のため閉校。

## 校歌
町田市立本町田東小学校校歌
- 作詞 - 笠井八重
- 作曲 - 本間正夫

## 教育目標
以下の教育目標が掲げられている。

## 通学区域
学区は、町田市ウェブサイト（2023年7月14日最終更新）に依った。
全域が学区となる地域
藤の台1丁目
藤の台団地1街区
一部区画が学区となる地域
本町田

## 学区内の主な施設
- 草笛保育園
- 開進幼稚園附属開進こども保育園
- 町田市立日向山公園
- 町田藤の台郵便局
- りそな銀行町田中央支店本町田出張所
- 城南信用金庫本町田支店

## 学校の統合
町田市教育委員会では「町田市新たな学校づくり推進計画」に基づいて、2040年度までに市内の市立小学校・中学校を統合・建替えをする予定である。この影響を受け、本校も2028年度に町田市立本町田小学校、町田市立町田第三小学校と統合する予定である。
まずは本町田小学校と本町田東小学校が、2025年3月31日をもって閉校し、同年4月1日より統合新設校「町田市立本町田ひなた小学校」を開校。2025年度から2027年度の間、旧本町田小学校既存校舎を仮設校舎として使用し、旧本町田東小学校敷地には統合新設校の新校舎が建設される。
その後、2028年度から町田第三小学校（2027年3月31日閉校予定）を統合し、本町田東小学校跡地の新校舎に全面移転して教育活動が行われる予定である。

## 交通
JR東日本横浜線・小田急線の町田駅で下車し、そこからバスでの移動が必要になる。
町田駅バス停から神奈川中央交通バスの本町田経由野津田車庫行きもしくは鶴川駅行きに乗車し、本町田バス停で下車。
バス停から小学校までは、徒歩5分程度。

## 著名な出身者
- 笠井信輔（1976年卒）- フリーアナウンサー